# René Hanriot
Pour les articles homonymes, voir Hanriot.

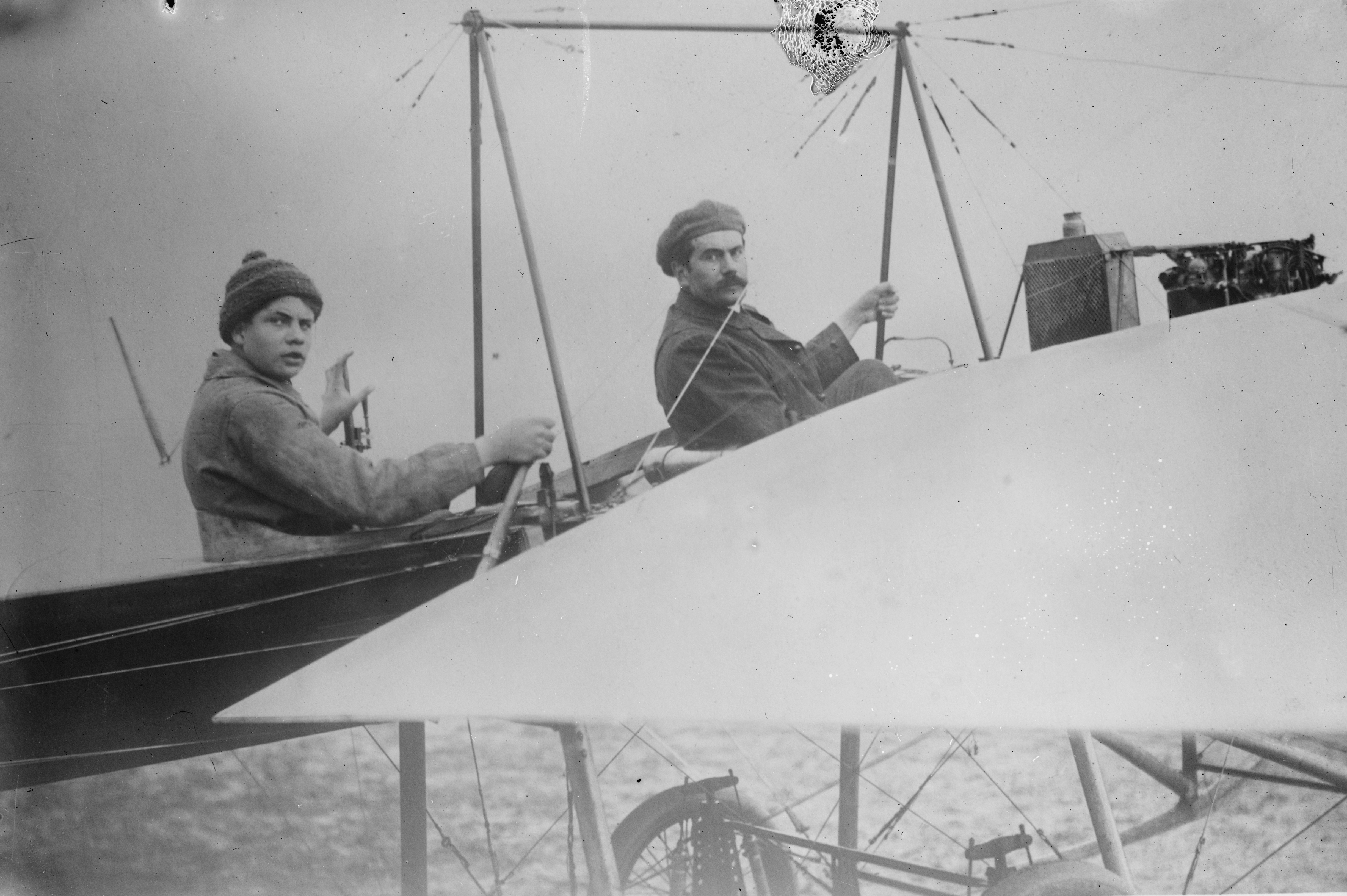
René Hanriot (à droite) et son jeune fils Marcel (à gauche) en 1911.

René Hanriot, né le 11 juin 1867 à Vaite (Haute-Saône) et mort le 6 novembre 1925 à Neuilly-sur-Seine, est un pilote automobile, un pionnier de l'aviation et un industriel français.

## Biographie

### Pilote automobile

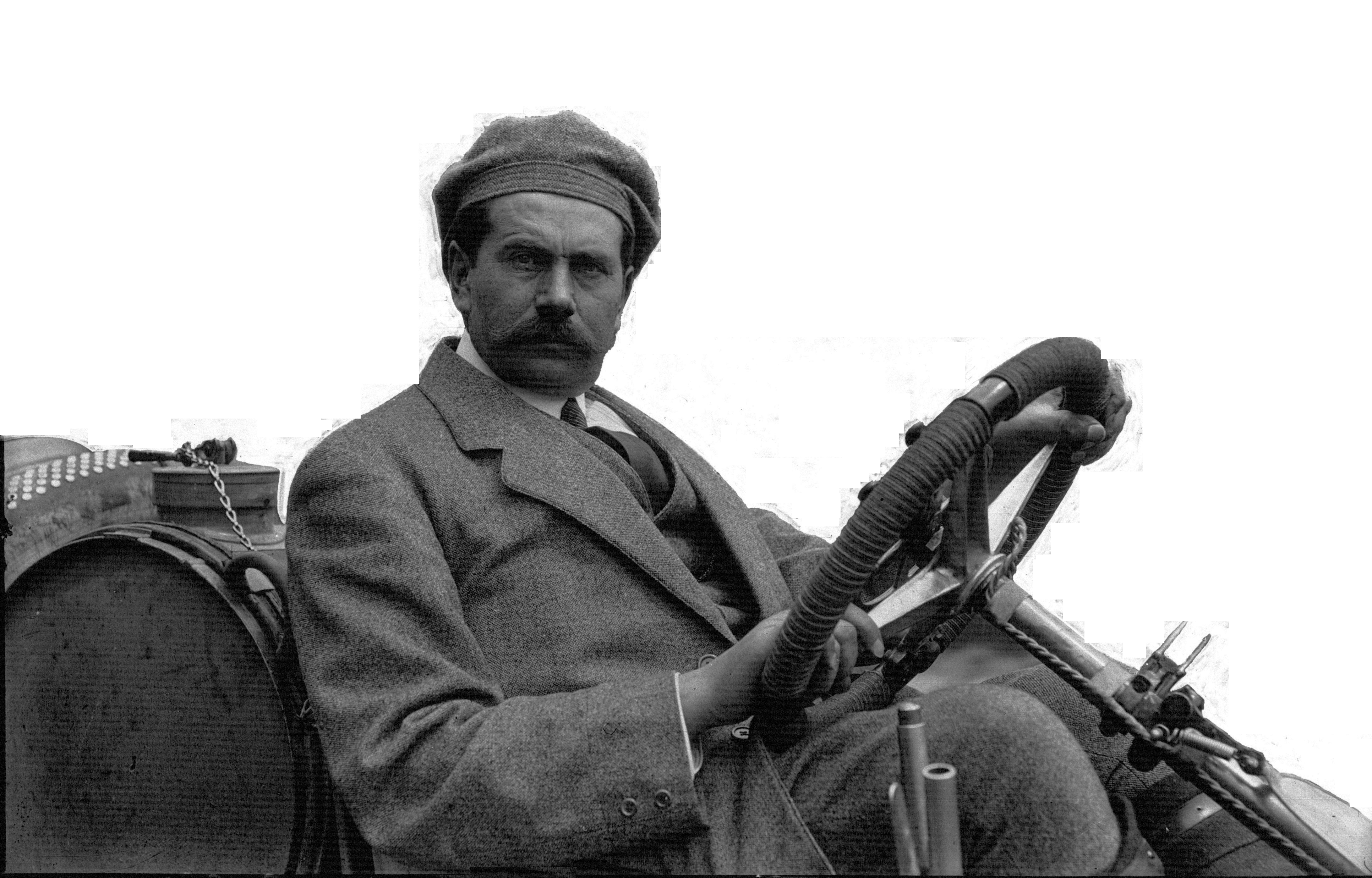
Hanriot sur Lorraine-Dietrich, au GP de France à Dieppe en 1912.

René Hanriot, négociant à Châlons, passionné d'automobiles, participe en 1903 à la course Paris-Madrid, mais il est contraint à l'abandon. L'année suivante, il établit un record de vitesse sur route fermée en atteignant les 128 km/h: son coéquipier n'est autre que son fils Marcel qui, âgé de treize ans seulement, conduit les voitures de son père à plus de 100 km/h. Toujours en 1904, il s'impose à la côte de Doullens au nord d'Amiens sur Clément-Bayard, et il dispute les Éliminatoires Françaises de la Coupe internationale Gordon Bennett (de même qu'en 1905) ainsi que le circuit des Ardennes, toujours sur Clément-Bayard (y obtenant une deuxième place en 1906 sur Darracq 120HP). En 1907, il est quatrième du circuit des Ardennes, troisième de la Coppa Florio, et encore troisième de la Coppa Velocita di Brescia, le tout sur Benz. En 1908 il termine quatrième du Grand Prix des États-Unis avec la Benz 150HP. Il participe au Grand Prix automobile de France en 1906 (sur Darracq 120HP), 1907 (sur Darracq), 1908 (sur une Benz qui lui permet d'obtenir une troisième place), et 1912 (sur Lorraine-Dietrich).

### Pionnier de l'aviation en 1908
En mai 1908, Hanriot commande à Levavasseur un monoplan Antoinette équipé d'un moteur 25 ch. Comme, à la fin de l'année, le monoplan n'est toujours pas livré, impatient, René Hanriot décide de fabriquer son propre appareil. C'est ainsi qu'il fonde, en février 1909, la Société des monoplans Hanriot, au capital de 500 000 francs. C'est un hangar à Châlons qui lui sert à la fois d'atelier et de bureau. En septembre 1909, le Hanriot type I sort de l'atelier et il est exposé au premier salon aéronautique qui se tient au Grand Palais à Paris. Hanriot y enregistre vingt commandes, alors que l'avion n'a jamais volé. En octobre, avec son fils, il réalise des essais à Bétheny, mais l'appareil ne décolle pas : son moteur, un Buchet 45 ch de 155 kg, est trop lourd. Il en déniche un autre, de 40 ch, chez Clément-Bayard, un moteur qui ne pèse que 78 kg. Le Clément-Bayard développe en fait 50 ch, ce qui permet à Hanriot de pouvoir procéder à plusieurs vols d'essai durant l'hiver 1909-1910.

### Constructeur d'avions en 1909

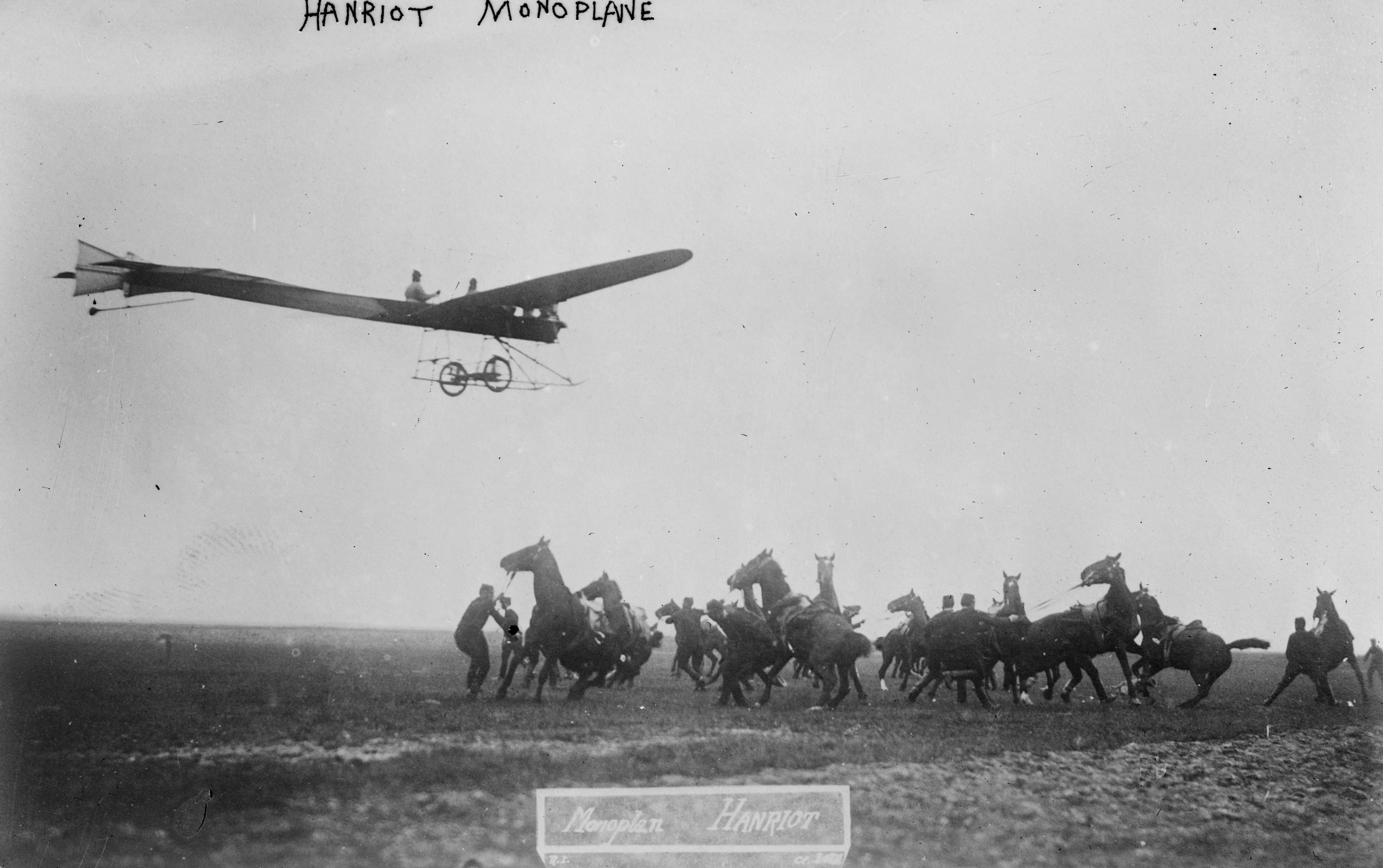
Un monoplane Hanriot en 1911,
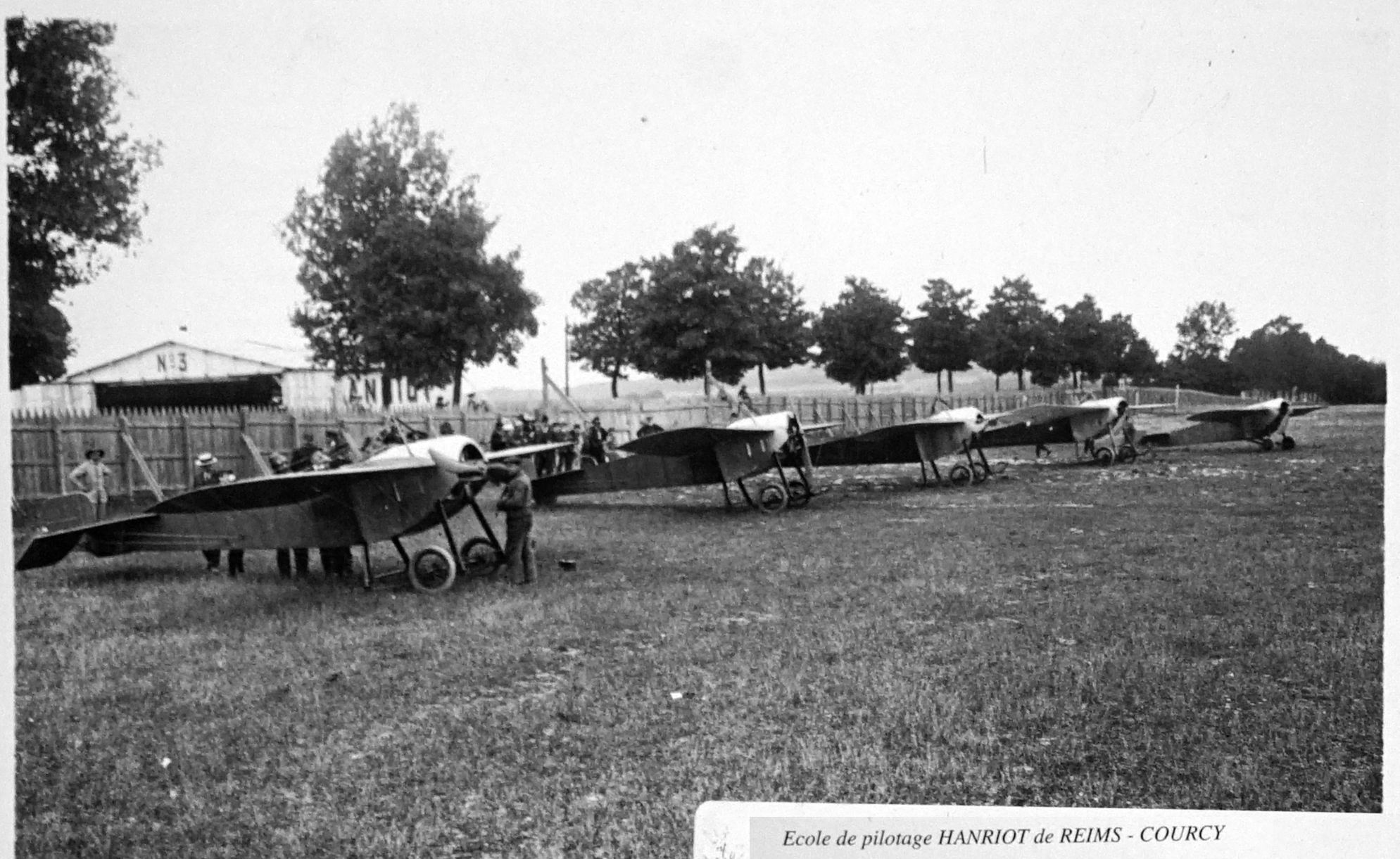
école de pilotage Hanriot
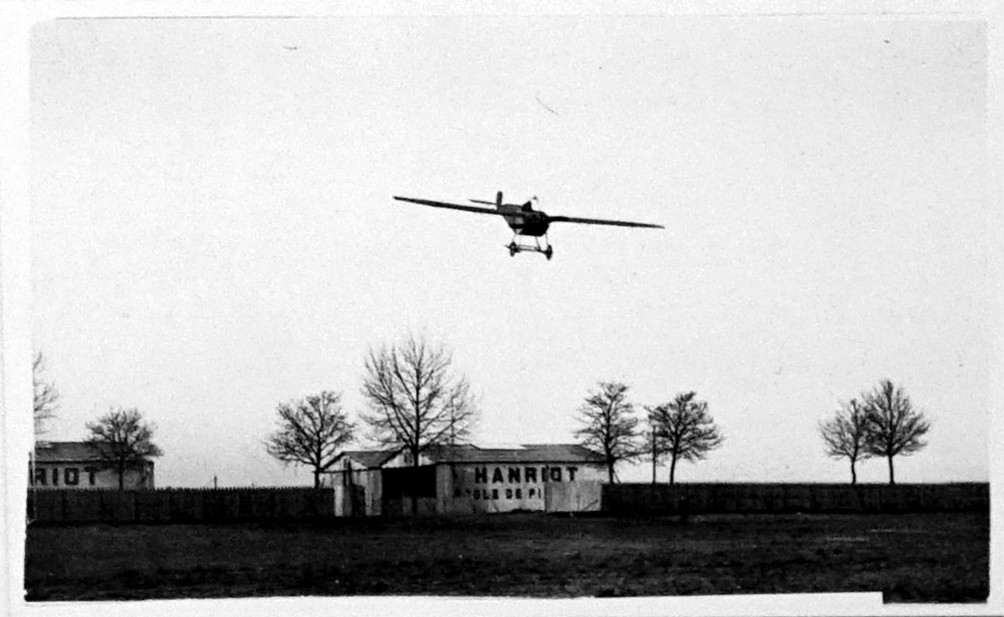
à Courcy.

Hanriot crée une école de pilotage à Bétheny (près de Reims) en décembre 1909, puis à Londres en janvier 1910 où il fonde la société The Monoplans Hanriot Company Ltd. Au début de l’année 1910, il installe son siège social à Paris, au 14, place du Havre, et crée des ateliers plus vastes à Paris au 34, rue du Moulin. Prudent, il recrute un aviateur expérimenté, Eugène Ruchonnet, pour développer ses machines volantes, qui lui sert à la fois d’ingénieur et de chef pilote dans son école de pilotage.
En quelques mois, Hanriot et Ruchonnet réalisent un nouveau monoplan, le type II, plus léger. Baptisé Libellule, il vole à Bétheny en avril, équipé du Clément-Bayard de 40 ch. Puis, ils créent un troisième type de monoplan, plus puissant, destiné aux compétitions. Le type IV, un biplace, intéresse l’armée. Le type V et le type VI sont utilisés par Marcel Hanriot dans les meetings en 1910.
Au cours de la saison 1910, les monoplans Hanriot, pilotés par Wagner (Budapest), Marcel Hanriot (Rouen, Caen, Dijon, Reims, Bournemouth), René Vidart (Lanark) et plusieurs pilotes étrangers, se couvrent de gloire dans les meetings aériens. Ils remportent nombre de places d’honneur et plusieurs victoires, faisant connaître la marque française dans le monde entier, et faisant entrer dans les caisses de la firme des primes substantielles. Plus de cent appareils Hanriot sont achetés en France et en Grande-Bretagne. Les écoles de Reims et Brooklands sont très fréquentées et la saison 1911 s’annonce encore meilleure.

### Faillite en 1912
Mais en 1912 alors que René Hanriot veut se lancer dans l'exportation, il commet diverses erreurs de gestion qui conduisent la société vers la faillite. Elle est reprise par Alfred Ponnier, un amoureux des monoplans Hanriot, elle devient la Société de Construction de Machines pour la Navigation Aérienne (CMNA). Hanriot se recycle dans la vente des automobiles Grégoire.

### La guerre de 1914-1918
Quand la guerre éclate, en août 1914, les usines Ponnier de la CMNA à Reims tombent aux mains des Allemands. René Hanriot crée une nouvelle usine d’aviation, à Levallois, rue du Bois-Marcel (actuellement rue Jean-Jaurès) où il fonde Aéroplanes Hanriot et Cie. Il produit en 1916 des Sopwith 1½ Strutter, en sous-traitance pour Lioré et Olivier. En 1915, il engage un excellent ingénieur, Pierre Dupont.

### Renaissance et succès en 1916
En 1916, le Hanriot-Dupont HD 1 est adopté comme appareil de chasse par la Belgique et l’Italie. Construit à 1 200 exemplaires, il relance la marque. À la fin de l’année, Hanriot ouvre une seconde usine au 84, rue des Moulineaux à Boulogne-Billancourt où elle emploie 2 000 ouvriers en 1917. Cette même année, sortent l’hydravion de chasse Hanriot-Dupont HD-2, puis le biplan de combat Hanriot-Dupont HD-3. À la fin de 1917, la firme Hanriot a produit plus de 5 000 avions.
Après la guerre, Hanriot s’installe à Paris, au 190-196, boulevard Bineau. En 1919, une école de pilotage est installée sur le terrain de Mourmelon-le-Grand, dirigée par Maurice Chevillard. René crée une école de mécaniciens de l’aéronautique à Courbevoie. En 1924, la Société Hanriot émigre à Carrières-sur-Seine. René Hanriot meurt subitement le 7 novembre 1925. Ses obsèques sont célébrées dans l'église Saint-Pierre de Neuilly-sur-Seine et il est inhumé au cimetière nouveau de Neuilly-sur-Seine.
Son fils, Marcel Hanriot (1894-1961) lui succéda en 1925 et en resta directeur jusqu’en 1938. La Société des avions Hanriot était sise au 1, route d'Orléans à Arcueil. L’usine, devenue très importante, avait été nationalisée en 1936 et absorbée par la Société nationale des constructions aéronautiques du Centre au 167, rue de Silly à Billancourt. l'usine ferme le 24 août 1940, En septembre 1942, des Allemands de la Lufthansa viennent faire des offres de service à Henri Deplante, l'associé de Marcel Bloch, qui accepte avant de venir visiter l'usine Hanriot de Bourges, en zone occupée, qui travaille pour la Luftwaffe et fabrique le bimoteur Siebel 204. Résistant, Marcel Hanriot, officier de la Légion d’honneur, fut à 16 ans le benjamin de l’aviation mondiale et fit ses premiers essais de vol sur le terrain de Bétheny.

## Distinctions
- Officier d'académie
- Officier de l'Instruction publique
- Officier de l'ordre de Léopold II (1913)
- Officier de la Légion d'honneur (décret du 1er février 1922)